# Syneura cocciphila
Syneura cocciphila är en tvåvingeart som först beskrevs av Daniel William Coquillett 1895.  Syneura cocciphila ingår i släktet Syneura och familjen puckelflugor. Inga underarter finns listade i Catalogue of Life.